# 加賀爪上杉家
加賀爪上杉家（かがつめうえすぎけ）は、日本の氏族の一つ。関東管領を世襲した上杉氏の一族。

## 出自・概略
加々爪氏とも書かれる。上杉氏は藤原北家勧修寺流の流れを汲む名家である。加賀爪家は、八条上杉家の上杉満定の末裔である。満定の子の政定が今川範政に猶子として迎えられ、二代忠定の時に遠江国山名荘新池郷を領し、上杉を改めて加賀爪（加々爪）を称した。今川氏が劣勢となると三河国の徳川氏に仕え、江戸幕府が始まると旗本となり、累進して一時的に譜代大名となるが改易された。以降は旗本として続いた。

## 歴代当主
1. 上杉政定
2. 加賀爪忠定
3. 加賀爪政泰
4. 加賀爪泰定
5. 加賀爪政豊
6. 加賀爪政尚
7. 加賀爪忠澄
8. 加賀爪直澄
9. 加賀爪直清